# Kh-28
Il Kh-28 (nome in codice NATO: AS-9 Kyle), noto come il primo missile aria-superficie ARM (anti-radar) sovietico tattico, era un grande missile portato da cacciabombardieri sovietici. Era assai grande e pesante, poco adatto per macchine monomotore relativamente leggere e semplici, ma con gittata di almeno 80–90 km e velocità supersonica esso era molto pericoloso, specie per le navi NATO a cui era primariamente orientato. Venne impiegato anche da Paesi come l'Iraq e la Giordania, ma è stato sostituito in seguito da missili migliorati.